# Jean Lafont (homme politique)
Pour les articles homonymes, voir Jean Lafont et Lafont.
Jean Lafont, né le 2 avril 1835 à Toulouse et mort le 7 juin 1908 à Taverny, est un journaliste et homme politique français.

## Biographie
Rédacteur au journal Le Temps, il est adjoint au maire du 18e arrondissement de Paris après le 4 septembre 1870, il se trouve dans une situation équivoque au moment de la Commune de Paris, arrêté par les communards et menacé par les versaillais. Il est conseiller municipal de Paris de 1871 à 1881 et député de la Seine de 1881 à 1889, inscrit au groupe de la Gauche radicale.